# Boris Kulayev
Boris Kulayev (Osetia, Unión Soviética, 18 de julio de 1929-12 de agosto de 2008) fue un deportista soviético especialista en lucha libre olímpica donde llegó a ser subcampeón olímpico en Melbourne 1956.

## Carrera deportiva
En los Juegos Olímpicos de 1956 celebrados en Melbourne ganó la medalla de plata en lucha libre olímpica estilo peso ligero-pesado, tras el iraní Gholamreza Takhti (oro) y por delante del estadounidense Peter Blair (bronce).